# Gratxovka (Krasnodar)
|  | Per a altres significats, vegeu «Gratxovka». |

Gratxovka - Грачëвка (rus) és un possiólok del krai de Krasnodar, a Rússia. Es troba a 13 km al sud-oest de Leningràdskaia i a 133 km al nord de Krasnodar.
Pertany al possiólok d'Úmanski.